# 中村礼吉
中村 礼吉（なかむら　れいきち、1916年10月16日 - 没年不明）は日本の元スピードスケート選手である。北海道苫小牧市出身。
早稲田大学専門部1年在学時の1936年ガルミッシュパルテンキルヒェンオリンピックで500m11位となった。